# Montserrat Gudiol
Montserrat Gudiol (volledige naam Montserrat Gudiol i Corominas; Barcelona, 9 juni 1933 - Barcelona, 25 december 2015) was een Catalaanse schilder. 
Gudiol werd geboren als dochter van de kunsthistoricus en architect Josep Gudiol i Ricart, die een atelier voor restauratie van middeleeuwse schilderkunst runde. Ze volgde een opleiding in zijn atelier en begon in 1950 als onafhankelijk kunstenaar te schilderen. In 1980 maakte ze een monumentaal schilderij van de heilige Benedictus voor de abdij van Montserrat. In 1981 werd ze, als eerste vrouw, gekozen als lid van de Koninklijke Kunstacademie van Sant Jordi (Reial Acadèmia Catalana de Belles Arts de Sant Jordi ). 
Gudiol exposeerde in Barcelona, Ripoll, Málaga, Sevilla, Bilbao, Zuid-Afrika, de VS, de voormalige USSR en Canada. In 1960 ontving zij de eerste prijs in de Concurso Internacional de Dibujo van de in Barcelona gevestigde Fundación Ynglada-Guillot.   

## Werken
Gudiol staat bekend om haar portretten van (meestal vrouwelijke) figuren tegen een vaak monochrome achtergrond. Sommige van haar werken doen denken aan die van Jheronimus Bosch, met een knipoog naar het atelier van haar vader, en andere lijken op werk van beroemde schilders uit haar tijd, zoals Picasso in zijn roze of blauwe periode. 